# Bee Gees
Bee Gees var en pop-, rock- och R&B-grupp bildad 1958 i Brisbane, Australien. Gruppen bestod av bröderna Barry Gibb, Robin Gibb och Maurice Gibb som ursprungligen kom från Isle of Man. Bee Gees upplöstes 2003 i och med att Maurice avled i en hjärtattack. Bee Gees blev internationellt kända i pop-kretsar för sina många hits under slutet av 1960-talet och början av 1970-talet. Under 1970-talet gick Bee Gees genom en period där deras musik visade tydliga influenser av funk och R&B till att, i och med Saturday Night Fever-soundtracket, bli en av de största disco-grupperna. Bland de discohits gruppen spelade in till Saturday Night Fever återfanns bland annat "Stayin' Alive", "Night Fever", och "Jive Talkin'", låtar som blivit klassiska inom genren. På 1980-talet var funken och R&B-musiken tillbaka i brödernas musik igen till att i slutet av 1990-talet söka sig till sina pop-rötter. Bee Gees invaldes i Rock and Roll Hall of Fame år 1997.
Familjen Gibb bodde på ön Isle of Man när de tre bröderna föddes. De flyttade sedan till Manchester. Det var här bröderna Gibb började uppträda i mitten av 1950-talet. Det var i samband med ett biobesök som de tre bröderna fick se barn gå upp till scenen och mima till skivor mellan visningarna. När de vid ett senare tillfälle hade kommit överens med biografföreståndaren om att låta dem göra detsamma råkade de tappa skivan på vägen dit vilket ledde till att de fick sjunga på riktigt.

## Pop-perioden
Familjen flyttade plötsligt 1958 till Australien och slog sig ner i staden Redcliffe i Queensland. De fortsatte med sina uppträdanden, bland annat på Redcliffe Speedway Circus som ägdes av Bill Goode. Han presenterade dem för Bill Gates som arbetade som DJ på en radiokanal i Brisbane. Bill Gates lät spela in några av deras låtar och spelade upp dem över radion, han blev även kontaktad av andra radiokanaler för bandkopior av låtarna. Det var också nu som ursprunget till deras gruppnamn kom. Sedan tiden i Manchester hade de haft olika namn som "The Rattlesnakes" och "Wee Johnny Hayes & The Blue Cats" men nu tog Barry notis till de återkommande initialerna B och G överallt (Barry Gibb, Bill Goode, Bill Gates, Barbara Gibb, brothers Gibb) och gruppnamnet blev då också "B.G.'s", vid denna tidpunkt var gruppnamn med initialer på modet. Bill Gates tog på sig ansvaret som deras promotor. Hans arbete ledde till att de fick uppträda på TV och sedermera även fick ett eget TV-program men till slut överlät Bill Gates ansvaret till deras far Hugh när han tyckte han hade tagit dem så långt han kunde förmå. I slutet av 1963 tog Hugh Gibb kontakt med Col Joye, en av den tidens ledande artister i Australien, och hans bror managern Kevin Jacobsen. På deras inrådan bestämde de sig för att flytta till Sydney för att Kevin bättre skulle hjälpa dem. Kevin Jacobsen lät dem vara förband på en Chubby Checker-konsert och det var på grundval av detta som de slutligen fick skivkontrakt 1963. De var populära i Australien, men syntes inte på listorna. Detta fick Bee Gees att lämna landet för att åter ta sig tillbaka till Storbritannien. Precis när gruppen åkt fick de reda på att de faktiskt toppat Australien-listan med pop-låten "Spicks & Specks".
I januari 1967 var så gruppen framme i England och de fick nästan genast kontrakt på Polydor tack vare producenten Robert Stigwood. Bröderna lade nu till två musiker till gruppen, Vince Melouney (gitarr) och Colin Petersen (trummor). Robin Gibb var ledsångare, Barry Gibb sjöng samtidigt som han var andregitarrist och Maurice Gibb spelade bas, klaviatur och även mellotron.
De släppte sin debutsingel i England, "New York Mining Disaster 1941" i mitten av 1967 och den blev en medelstor hit. Gruppens debutalbum Bee Gees 1st släpptes efter detta och musiken var kraftigt inspirerad av Beatles och pop/mods-kulturen. Andra singeln "To Love Somebody" nådde upp till plats 17 och 41 på Billboard respektive Englandslistan. Texterna var väldigt egensinniga och mystiska. Bröderna Gibb tog sedan själva över produceringen av sina album. Senare under 1967 slog de igenom stort nationellt med "Massachusetts" vilken bland annat toppade Englandslistan och svenska Kvällstoppen samt var en stor hit i USA. Sedan följde hitsinglarna "World" och "Words".
1968 var "I've Gotta Get a Message to You" och "I Started a Joke" stora hits. Efter att albumet Odessa färdigställts 1969 lämnade Robin gruppen eftersom man inte kommit överens om vilken av låtarna som skulle släppas som singel. Robin Gibb släppte ett eget album och hade stor framgång med singeln "Saved By the Bell". Gitarristen Melouney hade lämnat gruppen i slutet av 1968 efter att ha genomfört en turné och även påbörjat inspelningarna till Odessa. I mitten av augusti 1969, några dagar in i inspelningen av TV-specialen Cucumber Castle, fick trummisen Petersen sparken från gruppen. Hans medverkan i den blev helt bortklippt. Ersättare till Colin Petersen blev Geoff Bridgford som okrediterad hjälpte till att färdigställa albumet Cucumber Castle. Trots det hann de inte finputsa sångpåläggningen innan Barry Gibb i december 1969 deklarerade sitt avhopp från gruppen för att påbörja sin solokarriär. Maurice Gibb hann dock ge ut sin solosingel "Railroad" innan Barry Gibb fick ut sin "I'll Kiss Your Memory". Maurice och Barry spelade in låtar till varsitt soloalbum under 1970 liksom Robin arbetade vidare på sin uppföljare. I juni 1970 återförenades Robin och Maurice som började arbeta som Bee Gees igen innan Barry till slut kompletterade gruppen i augusti samma år. Detta resulterade bland annat i hitlåten "How Can You Mend a Broken Heart" 1971.

## Disco-perioden
Efter en kommersiell svacka under första hälften av 1970-talet kom gruppen igen med ett nytt sound, nu närmare dansmusik med hitsinglar som "Jive Talkin' " och "You Should Be Dancing". 1977 slog gruppen igenom stort på nytt efter att ha skrivit några låtar till soundtracket på filmen Saturday Night Fever. "Stayin' Alive", "Night Fever" och balladen "How Deep Is Your Love" var alla mycket stora hitar. År 1978 medverkade de i filmen Sgt. Pepper's Lonely Hearts Club Band. 1979 släpptes albumet Spirits Having Flown som blev en gigantisk succé och gav gruppen hits med "Tragedy", "Too Much Heaven" och "Love You Inside Out". Alla tre blev listettor i USA.

## Tillbaka till rötterna
Under 1980-talet minskade deras popularitet något, de sadlade dock delvis om till låtskrivande producenter med flera hitlåtar åt Barbra Streisand, Jimmy Ruffin, Dionne Warwick, Kenny Rogers, Diana Ross och Carola Häggkvist samtidigt som de satsade på soloalbum. Efter en paus på 4 år kom dock Bee Gees tillbaka med ett nytt skivkontrakt med Warner Bros och albumet E.S.P. och de hade 1987 en hit med "You Win Again" i större delen av världen förutom USA. Detta korrigerades dock två år senare med uppföljaren "One" och singeln med samma namn som raskt klättrade upp på Billboardlistan i USA. "For Whom The Bell Tolls" blev en hit i England under 1993 och 1997 släppte bröderna albumet Still Waters där låten "Alone" också fick stora framgångar. Albumet var en tydlig tillbakagång till pop-musiken och till deras egensinniga texter. Gruppen var fortsatt aktiv och släppte nya skivor fram till att Maurice dog 2003.
Kort efter Maurice Gibbs död deklarerade Barry och Robin att Bee Gees skulle fortsätta, men ändrade sig dock efter ett stycke tid hade passerat och sade att gruppnamnet skulle hänvisa till gruppen med Maurice som medlem. Robin Gibb tillbringade de följande åren med turnéer i Europa, Asien och Mellanamerika medan Barry har producerat åt Cliff Richard och Barbra Streisand. Barry och Robin framträdde tillsammans vid två tillfällen under 2006, en välgörenhetskonsert i Florida och Princes Trust konserten i London.
2006 markerade året som Gibb-brödernas låtskatt återgick till deras ägo och licensierades till Reprise Records (Warner Music Group) som i samarbete med Rhino Records håller på att återutge alla Bee Gees album i förbättrad kvalité med en mängd tidigare outgivet material.
Den 7 september 2009 avslöjade Robin Gibb att han och Barry Gibb hade kommit överens om att Bee Gees skulle turnera.
Den 15 mars 2010 fick Barry och Robin äran att presentera Abba vid deras invigning till Rock and Roll Hall of Fame.
I november 2011 rapporterade media att Robin Gibb drabbats av levercancer. Han avled av sjukdomen den 20 maj 2012.
Efter Warner Music Groups licensavtal gick ut skrev Barry Gibb samt hans bröders änkor ett nytt licensavtal med Capitol Records i december 2016 för att distribuera gruppens låtskatt.

## Bandmedlemmar
- Barry Gibb (1958–2003, 2009–2012)
- Robin Gibb (1958–2003, 2009–2012)
- Maurice Gibb (1958–2003)
- Vince Melouney (1967–1968)
- Colin Petersen (1967–1969)
- Geoff Bridgford (1971–1972)
- Alan Kendall (1971–1979)
- Dennis Bryon (1973–1979)
- Blue Weaver (1975–1979)

## Diskografi
Studioalbum
- The Bee Gees Sing and Play 14 Barry Gibb Songs (1965)
- Spicks & Specks (1966)
- Bee Gees 1st (1967)
- Horizontal (1968)
- Idea (1968)
- Odessa (1969)
- Cucumber Castle (1970)
- 2 Years On (1970)
- Trafalgar (1971)
- To Whom It May Concern (1972)
- Life in a Tin Can (1973)
- Mr. Natural (1974)
- Main Course (1975)
- Children of the World (1976)
- Spirits Having Flown (1979)
- Living Eyes (1981)
- E.S.P (1987)
- One (1989)
- High Civilization (1991)
- Size Isn't Everything (1993)
- Still Waters (1997)
- This Is Where I Came In (2001)

Samlingsalbum
- Best of Bee Gees (1969)
- Best of Bee Gees, Vol. 2 (1971 Europa, 1973 USA/UK)
- Bee Gees Gold (1976)
- Greatest (1979)
- The Very Best of the Bee Gees (1990)
- Tales From The Brothers Gibb - A History In Song 1967-1990 (1990)
- The Record - Their Greatest Hits (2001)
- Number Ones (2004)
- Love Songs (2005)
- Ultimate Bee Gees (2009)
- Mythology (2010)
- Timeless - The All-time Greatest Hits (2017)

Soundtrack
- Melody (soundtrack) aka S.W.A.L.K. aka Love, Melody (1971)
- All This And World War II (1976)
- Saturday Night Fever (1977)
- Sgt. Pepper's Lonely Hearts Club Band (1978)
- Staying Alive (1983)

Livealbum
- Here At Last, Bee Gees Live (1977)
- One Night Only (1998)